# Diplacodes pumila
Diplacodes pumila là loài chuồn chuồn trong họ Libellulidae. Loài này được Dijkstra mô tả khoa học đầu tiên năm 2006.

## Hình ảnh

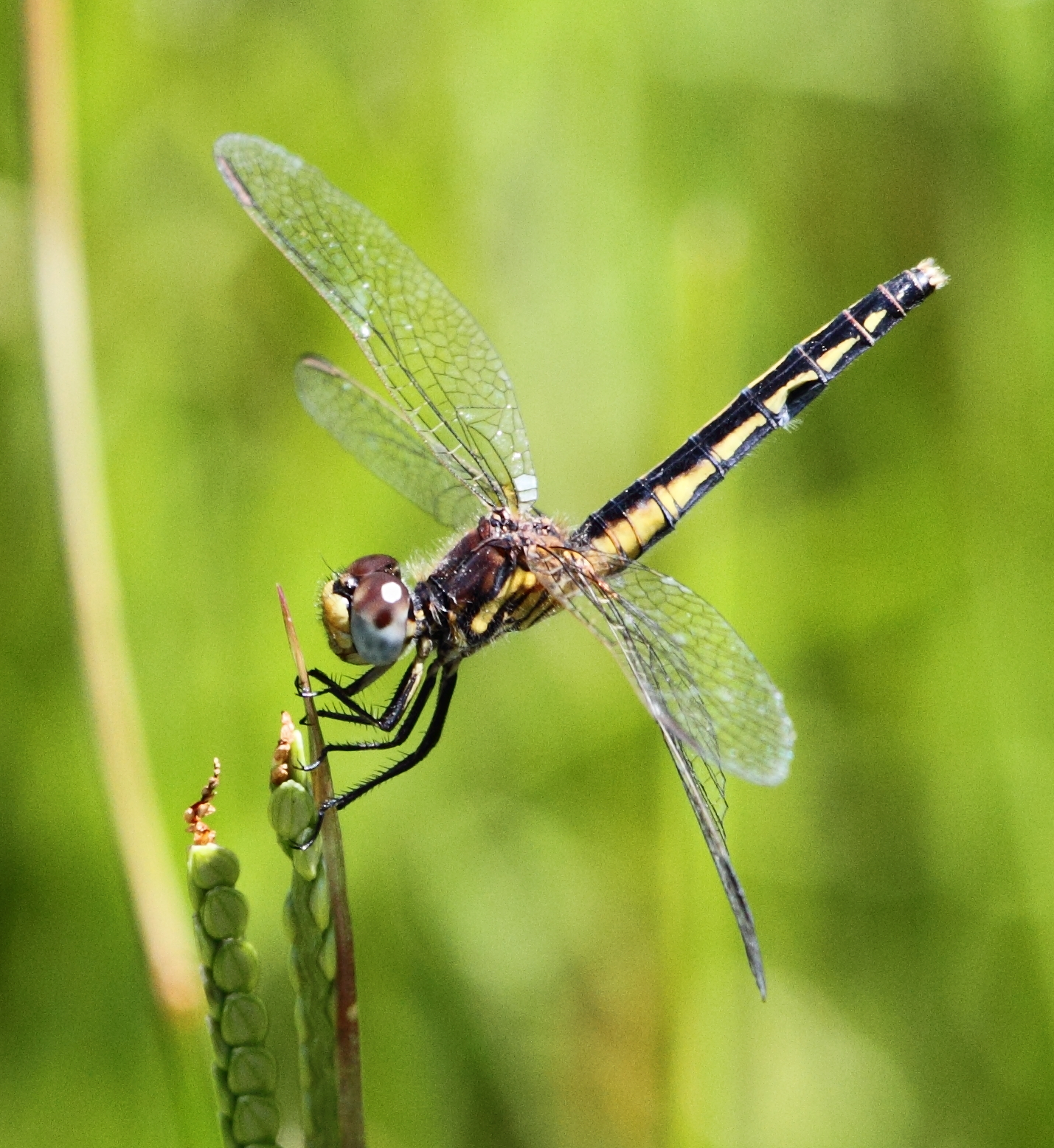